# عروسی عربی
عروسی‌های عربی (عربی: زفاف‎, فرح, یا عرس) مراسم‌های ازدواج هستند که حاوی تأثیرات عربی یا فرهنگ عربی می‌باشند. عروسی‌های سنتی عربی معمولاً شباهت زیادی به عروسی‌های مدرن بادیه‌نشینان و روستایی دارند. آنچه گاهی «عروسی بادیه‌نشین» نامیده می‌شود، یک عروسی سنتی عربی اسلامی است که هیچ تأثیر خارجی ندارد. مراسم‌ها ممکن است در برخی موارد از یک منطقه به منطقه دیگر متفاوت باشند، حتی در همان کشور.
فرایند ازدواج معمولاً با ملاقات‌های خانواده‌های طرفین آغاز می‌شود و با انجام عقد (لیلات آل-دخل leilat al-dokhla) پایان می‌یابد. برای اینکه یک عروسی اسلامی به‌شمار آید، باید هر دو طرف عروس و داماد موافقت کنند و داماد باید وارد خانه عروس شود، اما تنها در حضور والدین او تا رعایت آداب و احترام از هر دو طرف حفظ شود.
رایج‌ترین رویدادهای یک ازدواج مسلمان شامل موارد زیر هستند: پیشنهاد ازدواج، نامزدی، حنا، ازدواج در اسلام، ثبت‌نام، پذیرایی، ولیمه، و ماه عسل.
تنها الزام اسلامی، انجام عقد و اعلام آن است. سایر رویدادها افزودنی‌های فرهنگی هستند. ثبت‌نام رسمی معمولاً یک الزام قانونی است.

## ازدواج‌ها

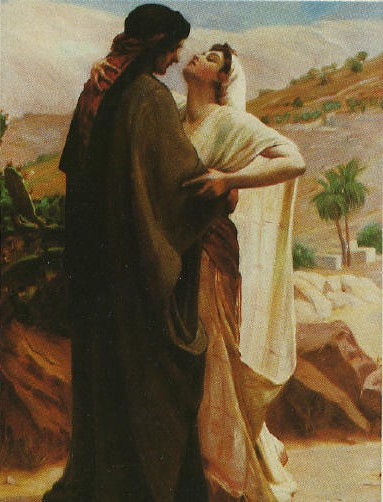
زوج عربی

ازدواج سنتی در جهان عرب همان‌طور که در شبه‌قاره هند و در اکثر شرق آسیا مرسوم است، غالب است. سنت‌های این جوامع روابط جنسی پیش از ازدواج و همچنین معاشرت بین مردان و زنان پیش از ازدواج را ممنوع می‌کنند. در این جوامع، وقتی یک زن جوان به اندازه کافی برای ازدواج بزرگ شناخته می‌شود، خانواده‌اش به دنبال خانواده‌هایی با پیشینه اجتماعی مشابه می‌گردند تا جایی که او می‌تواند در آنجا به خوشبختی برسد و بدون مشکل در خانواده جدید خود جا بیفتد. به همین ترتیب، زمانی که یک مرد جوان به اندازه کافی برای ازدواج بزرگ شناخته می‌شود، خانواده‌اش به دنبال عروس‌هایی از خانواده‌های خوب با ارزش‌های خوب می‌گردند.
در حالی که این موضوع در اکثر جوامع دیگر ذکر شده، عوامل دیگری نیز وجود دارند که به راحتی و اطمینان زوجین در جهان عرب در غرب آسیا و شمال آفریقا می‌افزاید: سنت ازدواج خویشاوندی. در این کشورها، حداقل یک‌ششم از تمام ازدواج‌ها ازدواج‌های خویشاوندی هستند. در عربستان سعودی، اکثریت (بیش از ۶۵٪) تمام ازدواج‌ها ازدواج‌های درون‌گروهی و خویشاوندی هستند. بیش از ۴۰٪ از تمام ازدواج‌ها در عراق، اردن، سوریه، یمن، کویت، امارات متحده عربی، عمان، سودان، لیبی، و موریتانی خویشاوندی و درون‌گروهی هستند و بیش از یک‌پنجم ازدواج‌ها در مصر و الجزایر این‌چنین می‌باشند. ازدواج‌های ترتیب داده‌شده شامل ازدواج‌های درون‌گروهی و غیر خویشاوندی می‌شوند و بنابراین از نرخ‌های مشاهده‌شده ازدواج‌های درون‌گروهی و خویشاوندی بیشترند. مسیحیان عرب، مانند قبطی‌ها در مصر، الگوهای مشابهی در ازدواج دارند. ازدواج ویژگی مرکزی جوامع سنتی بومی بود. آزادی ازدواج محدود به این منظور بود که کودکان طبق گروه‌های خانوادگی صحیح و وابستگی‌ها به دنیا بیایند و از ازدواج با برخی اقوام نزدیک یا با هر کسی خارج از گروه اجتناب شود. نظرات در مورد اینکه پدیده باید به‌طور انحصاری مبتنی بر شیوه‌های اسلامی دیده شود، متفاوت است، زیرا یک مطالعه در سال ۱۹۹۲ در میان عرب‌ها در اردن تفاوت‌های معناداری بین مسیحیان عرب و مسلمانان عرب در هنگام مقایسه وقوع خویشاوندی نشان نداد.

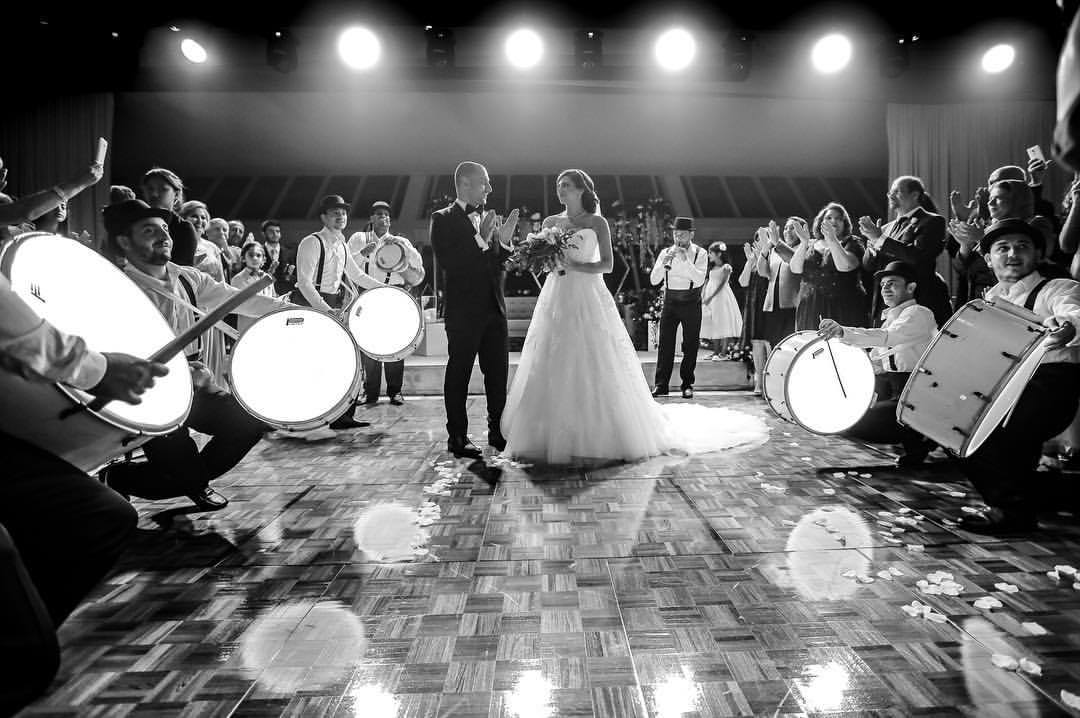
یک عروسی عربی در دبی

در حالی که زیبایی ظاهری به عنوان یک عامل در نظر گرفته می‌شود، اهمیت بیشتری به ویژگی‌های سنتی مانند حجاب، رفتار محترمانه، خلق آرام، خانگی بودن و سادگی داده می‌شود. ویژگی‌های مشابه ارزش‌های خانوادگی و پاکدامنی معمولاً ویژگی‌هایی هستند که خانواده‌ها در هنگام انتخاب همسر به دنبال آن هستند. به‌طور سنتی، فرایند تحقیقاتی شامل بررسی زیبایی ظاهری عروس، رفتار او، نظافت، تحصیلات و در نهایت ویژگی‌های او به عنوان یک خانه‌دار است. در اجرای این تحقیق سنتی، والدین همچنین رفتار خانواده عروس را در نظر می‌گیرند.
به‌طور سنتی، اولین دیدار معمولاً بین عروس، داماد و مادران آن‌ها صورت می‌گیرد. آن‌ها در مکانی عمومی یا در خانه عروس ملاقات می‌کنند و یکدیگر را می‌شناسند. عروس، داماد و همراهان آن‌ها معمولاً به‌طور جداگانه اما در دید یکدیگر می‌نشینند تا با یکدیگر آشنا شوند. در تاریخ اخیر، ممکن است مرد پیشنهاد دهد که به خانواده‌اش بگوید که چه کسی را برای ازدواج در نظر دارند، و ممکن است که مرد و زن قبلاً یکدیگر را بشناسند. در خانواده‌های شهری نیز رایج است که عروس و داماد قبل از آنکه داماد به خانواده عروس برای درخواست اجازه مراجعه کند، با هم بر سر ازدواج توافق کنند.

## طلب
طلب  (عربی: طلبة‎) اساساً یک درخواست رسمی برای دست دادن است. این رویداد خصوصی‌تر است و محدود به بستگان عروس و داماد می‌باشد. این اتفاق پس از آن است که هر دو خانواده با تصمیم زوج برای ازدواج موافقت کرده‌اند. در «طلب»، داماد به همراه اعضای خانواده‌اش از خانواده عروس درخواست می‌کند تا دست عروس را برای ازدواج به او بدهند. سپس خانواده‌ها به‌طور رسمی تأیید می‌کنند که زوج قرار است ازدواج کنند.

## نامزدی
نامزدی‌ها (عربی: خطوبة‎ در عربستان و همچنین در فقه فقه اسلامی اولیه) یا خطبه در مصر و بلاد شام) معمولاً در یک مهمانی ساده عروسی یا یک شام برای خانواده‌ها در دنیای عرب برگزار می‌شود. عروس هر لباسی که بخواهد می‌پوشد و در این مراسم هیچ "zaffah" (رژه عروسی) وجود ندارد. معمولاً عروس و داماد لباس‌هایی به رنگ‌های هماهنگ می‌پوشند. آن‌ها حلقه‌ها را رد و بدل می‌کنند و حلقه‌ها را بر انگشت حلقه دست راست یکدیگر می‌گذارند.

## رِدوه
این رویداد معمولاً یک یا دو روز قبل از روز عروسی برگزار می‌شود. این یک گردهمایی کوچک از بستگان نزدیک مردان از هر دو طرف عروس و داماد است که معمولاً در خانه خانواده عروس برگزار می‌شود. در این تبادل، مردان طرف داماد اطمینان می‌یابند که خانواده عروس از مهمانی راضی هستند. اعضای مرد خانواده طرف داماد همچنین باید تمام مسائل لحظه آخری قبل از عروسی را حل کنند. مسن‌ترین مرد از طرف داماد به تمام بستگان مرد از هر دو طرف تبریک می‌گوید.

## حنابندان (غمره)
در فلسطین قدیم، شب حنا شبی بود که برای آماده‌سازی تمام تزیینات عروسی و تنظیمات لحظه آخری استفاده می‌شد. این فرصت برای خانواده‌ها بود تا قبل از عروسی با هم جشن بگیرند. خانواده داماد در خیابان‌های روستا می‌رقصیدند تا به خانه عروس برسند. زمانی که به آنجا می‌رسیدند، خانواده شروع به مخلوط کردن حنا می‌کردند که سپس برای تزیین دستان عروس و داماد استفاده می‌شد (که حنا روی دست داماد معمولاً فقط حروف ابتدایی نام خود و عروس بود)، و سپس مهریه عروس را به او تقدیم می‌کردند (مهریه شرط زن مسلمان برای پذیرفتن مرد در ازدواج است که معمولاً به صورت طلا پرداخت می‌شود زیرا ارزش آن مانند سایر دارایی‌ها کاهش نمی‌یابد). خانواده‌ها سپس شروع به رقص و خواندن موسیقی سنتی موسیقی فلسطین می‌کردند.

در دوران مدرن، به‌ویژه برای کسانی که در فلسطین زندگی نمی‌کنند، شب حنا به سنت‌های خود وفادار است، اما شباهت زیادی به مهمانی دوشیزه دارد؛ دوستان و بستگان زن عروس به همراه او در جشن شرکت می‌کنند که شامل غذا، نوشیدنی و رقص است. گروهی از زنان موسیقی عربی، گاهی موسیقی اسلامی، پخش می‌کنند و همه می‌رقصند. یک زن حنا یا حنانگاری (یک فرم موقت از تزیین پوست با استفاده از حنا) را روی دستان و پاهای عروس و مهمانان طراحی می‌کند—جایی که رنگ حنا تیره‌ترین است زیرا پوست در آن قسمت‌ها مقادیر بیشتری کراتین (پروتئین) دارد که به‌طور موقت با lawsone، رنگ‌دهنده حنا، ترکیب می‌شود. 

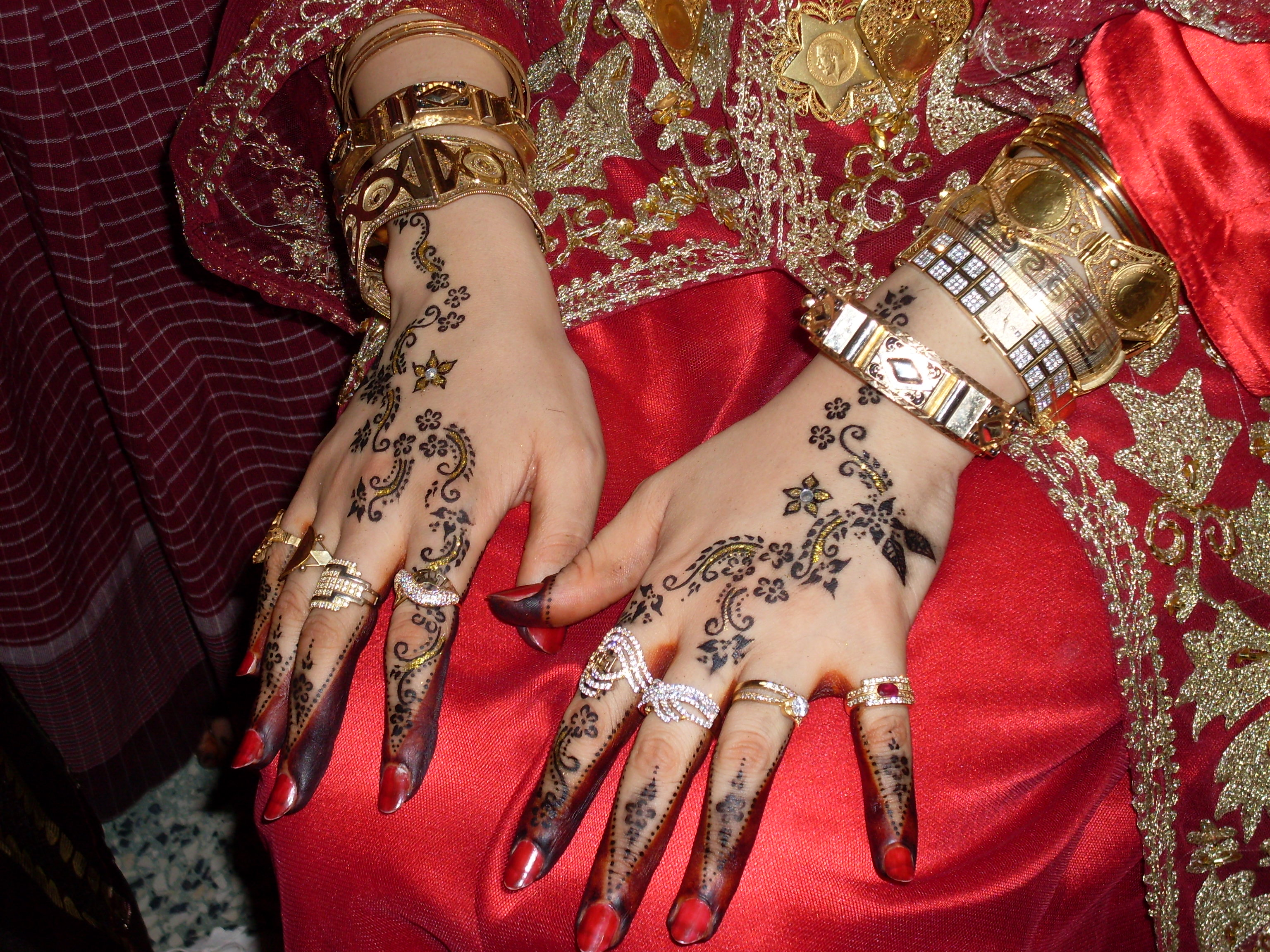
تزئینات حنا از جربه، تونس

 مردان نیز مهمانی‌ای خواهند داشت که در آن خانواده و دوستان داماد به موسیقی سنتی فلسطینی می‌رقصند. در برخی از آداب روستاها، صورت داماد توسط یکی از اعضای خانواده یا دوستان نزدیک او در آستانه عروسی تراشیده می‌شود. سنت دادن طلا به عروس نیز همچنان استفاده می‌شود. داماد وارد جایی می‌شود که عروس حضور دارد؛ آن‌ها هر دو حنا می‌زنند و سپس داماد مهریه عروس را به او تقدیم می‌کند. بدین ترتیب، عروسی تنها یک رقص و جشن است.
یک عنصر مهم از شب حنا در هر دو مهمانی حنا سنتی و غیر سنتی، لباسی است که زنان فلسطینی و داماد به تن دارند. زنان لباس‌های سنتی (معمولاً با دست دوخته شده) به نام «اِثیاب فلسطینی» می‌پوشند. عروس‌ها لباس‌هایی شگفت‌انگیز و بسیار گلدوزی شده خواهند داشت. داماد نیز معمولاً دشداشه مردانه عربی و حطا (پوشش سر) می‌پوشد.

تقالید عروسی حنا همچنان در میان یهودیان با نسل‌های بیشتر از کشورهای عمدتاً مسلمان محبوب است.

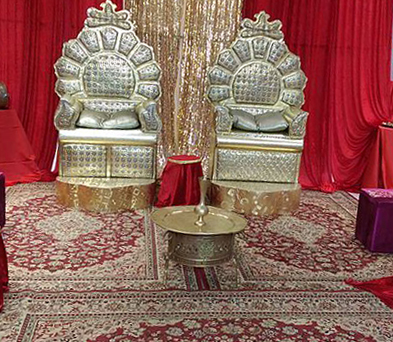
تخت‌نشینی داماد و عروس در مراسم حنای یهودی مراکشی؛ نسخه ویرایش‌شده از تصویر اصلی

## صحرا
در برخی از مناطق (مانند فلسطین)، دوستان و بستگان مرد نیز یک مهمانی شبانه در باغ یا در خیابان مقابل خانه داماد برگزار می‌کنند. گروه‌های موسیقی و رقص به اجرای برنامه می‌پردازند و مردان با داماد می‌رقصند. زنان مجاز به حضور نیستند و ممکن است برنامه را از طریق پخش ویدیویی داخل خانه یا باغ جداشده تماشا کنند. در خانواده‌های اسلامی سخت‌گیر، این تنها راه است که اجازه می‌دهد مردان از خارج از خانواده در عروسی حضور پیدا کنند.

## مهمانی/ جشن عروسی
عروسی‌ها معمولاً شامل یک zaffa هستند، یک رژه که با صدای بلند ازدواج زوج را اعلام می‌کند. زفه از منطقه‌ای به منطقه دیگر متفاوت است. برای مثال، در مصر، زفه دمیاطی در شمال محبوب است. در بلاد شام، دبکه سنتی محبوب است. نسخه‌های دیگر از زفه در شمال آفریقا و شبه‌جزیره عربی، همچنین در فرهنگ رایج در کشورهای عربی خلیج فارس وجود دارد؛ حتی زفه با اولین بازرگانان عرب که به آنجا رفتند، به نام Zapin به مالزی رسید.

### عروسی‌های شهری
بعد از زفه یا zefaf، عروس و داماد (که بیشتر در مصر است) بر روی یک تخت‌نشینی یا kosha (کوشة) می‌نشینند، که معمولاً از دو صندلی راحت در مقابل مهمانان تشکیل شده است، از جایی که عروس و داماد همانند پادشاه و ملکه حاکم سلطنت می‌کنند. به محض اینکه عروس و داماد در کوشه نشسته‌اند، یک نوشیدنی شربت به مهمانان داده می‌شود و همه به سلامتی آن‌ها می‌نوشند.
سپس عروس و داماد حلقه‌ها را از دست راست خود به انگشت اشاره دست چپ منتقل می‌کنند. با این آیین، جشن‌ها آغاز می‌شود. عروس و داماد اولین رقص خود را می‌رقصند، سپس سایر مهمانان عروسی به آنها می‌پیوندند. معمولاً یک رقاصه شکم یا یک خواننده مهمان‌ها را سرگرم می‌کند، اما در عروسی‌های لوکس‌تر، بیش از یک سرگرم‌کننده وجود دارد. مهمانان با زوج تازه ازدواج کرده می‌رقصند و گاهی داماد توسط دوستانش به هوا پرتاب می‌شود. در عروسی‌های مدرن، بعد از سرگرمی‌های رسمی، یک دی‌جی جشن را ادامه می‌دهد.
بعد از آن، نوبت به بریدن کیک می‌رسد. همان‌طور که در سایر نقاط جهان نیز مرسوم است، عروس و داماد کیک را برش می‌زنند که معمولاً چندین لایه دارد. سپس عروس دسته گل خود را پشت سرش به سمت زنان دیگر می‌اندازد. طبق سنت، هر کسی که دسته گل را بگیرد به عنوان فرد خوش‌شانس شناخته می‌شود زیرا پیش‌بینی می‌شود که او بعدی است که ازدواج خواهد کرد. سپس، زوج آغاز به باز کردن بوفه برای مهمانان می‌کنند که معمولاً شامل انواع مختلفی از سالادها، گوشت‌ها، خورش‌ها، شیرینی‌ها، میوه‌ها و سایر آشپزی عربی است. غذا به عنوان یکی از عوامل بازتاب دهنده ثروت خانواده‌های عروس و داماد در نظر گرفته می‌شود. بعد از اینکه مهمانان غذا خوردند، بسیاری از آن‌ها، به‌ویژه کسانی که از خانواده یا دوستان نزدیک زوج نیستند، بعد از تبریک به زوج، مراسم را ترک می‌کنند. در برخی از عروسی‌ها، ممکن است سرگرمی‌های دیگری نیز وجود داشته باشد، از جمله DJ، رقص، و گاهی یک خواننده یا گروه موسیقی که تا دیروقت شب ادامه دارد. عروس و داماد معمولاً یک شب یا دو شب در هتلی که عروسی در آن برگزار شده است اقامت می‌کنند.
در خانواده‌های مسلمان سخت‌گیر، مردان ممکن است با زنان رقص نکنند یا حتی زنان را در لباس‌های غیرمتعارف تماشا نکنند؛ بنابراین، تنها مهمانان زن و کودکان وارد سالن با زوج عروسی می‌شوند. همچنین، عکاسان و دیگر پرسنل باید زنان باشند، و اگر DJ مرد باشد، باید پشت در بسته کار کند. مردان در یک اتاق یا باغ جداگانه منتظر می‌مانند. در پایان مهمانی، زنان شانه‌های خود را می‌پوشانند و اعضای خانواده‌های مرد می‌توانند وارد سالن شوند. خانواده‌ها به ترتیب به دیدن زوج می‌روند تا تبریک بگویند و هدایا و پول تقدیم کنند. در پایان، ممکن است همه با هم رقص کنند.
شلیک تفنگ جشن به عنوان یکی از بسیاری از رسوم در عروسی‌های عربی شناخته می‌شود. اما این رسوم اغلب مورد انتقاد قرار می‌گیرند زیرا گاهی به تلفات جانی منجر می‌شوند. برای مثال، یک مرد عراقی از حویجه عراق کنترل سلاح خود را از دست داد و در نهایت پسر خود را در مراسم عروسی در ژوئن ۲۰۲۰ شلیک کرده و کشت.

### عروسی‌های روستایی

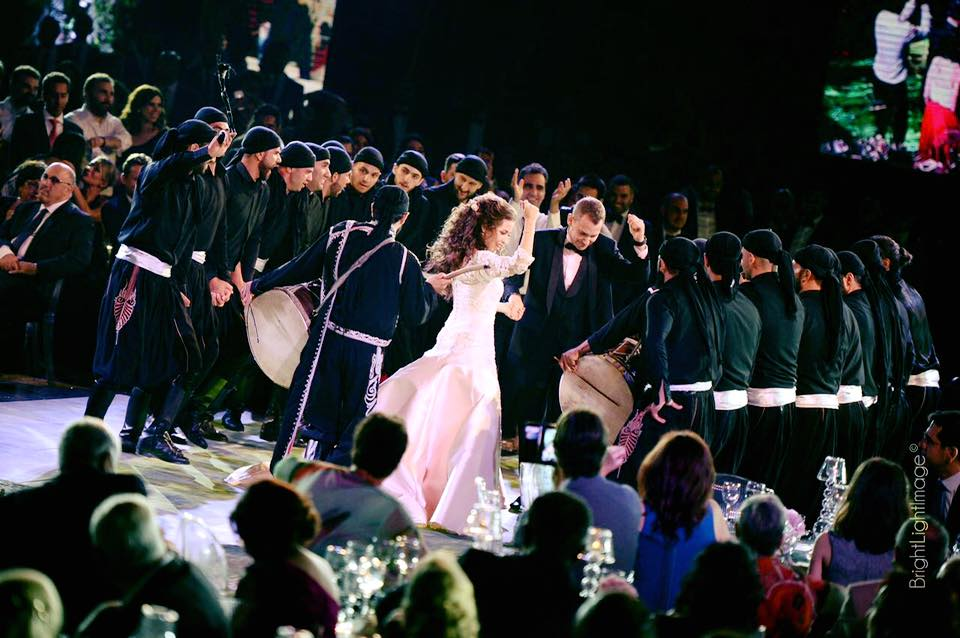
رقص عروسی عربی (Zaffa) و دبکه

عروسی‌های مدرن شهری تحت تأثیر سنت‌های غربی قرار گرفته‌اند—برای مثال، بریدن کیک و انداختن دسته گل. این مورد در مناطق روستایی یا به‌طور مثال، بیشتر قسمت‌های عربستان سعودی صدق نمی‌کند، جایی که هنوز از سبک سنتی اصیل عروسی اسلامی عربی استفاده می‌کنند. در مناطق روستایی کشورهایی مانند مصر، بعد از زفه، مراسم عروسی معمولاً در یک دشت وسیع برگزار می‌شود، جایی که یک چادر عربی بزرگ به نام sewan (صوان) نصب شده است. سرگرمی‌ها شامل رقاصه شکم یا خواننده است، گاهی هر دو. نوشیدنی‌ها به مهمانان داده می‌شود و غذا روی بشقاب‌های بزرگ سرو می‌شود. غذای رایج fattah است، تکه‌های گوشت بره که در برنج و نان آغشته به خورش قرار دارد. عروس و داماد مراسم را زود ترک می‌کنند، اما مهمانان جشن‌ها را ادامه می‌دهند.

## رسوم اسلامی

### خواندن فاتحه

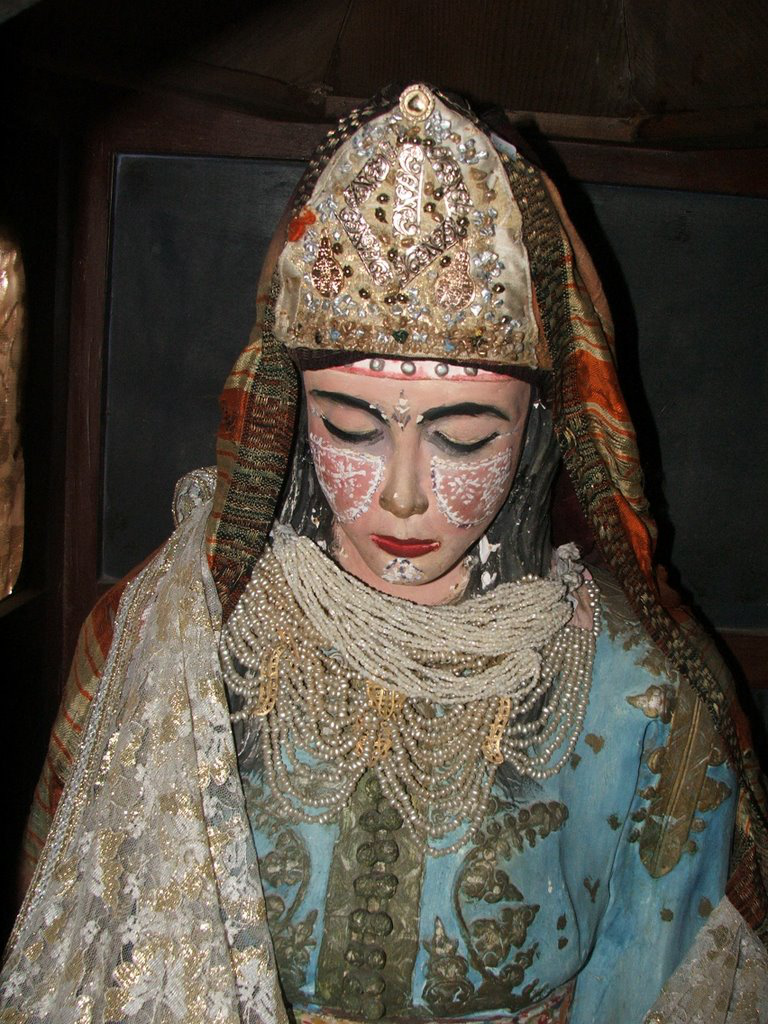
لباس عروسی مردم جبل عربی

در مصر و برخی از قسمت‌های فلسطین و اردن، خانواده عروس پذیرایی در خانه خود برگزار می‌کنند، جایی که داماد به‌طور رسمی از پدر یا مرد مسن‌تر خانواده برای دست دوشیزگی عروس درخواست می‌کند. پس از موافقت پدر، خانواده‌ها فاتحه (سوره) (اولین سوره در قرآن) را می‌خوانند و شربت، نوشیدنی شیرینی که از گل‌ها یا میوه‌ها تهیه می‌شود (معمولاً در مصر) یا قهوه عربی (معمولاً در شام).

### قرارداد ازدواج
قرارداد ازدواج، به نام‌های عقد نکاح، عقد قیران، عقد زواج و کتب الکتاب، محور مراسم رسمی ازدواج است. این مراسم با سخنرانی کوتاهی از یک شیخ یا امام آغاز می‌شود که دربارهٔ چگونگی احترام پیامبر به همسرانش، چگونگی احترام به زنان و اینکه چگونه زنان باید با شوهرانشان رفتار کنند سخنرانی می‌کند. سپس امام از داماد می‌خواهد که به سخنرانی توجه کند، و پدر (یا مرد مسن‌تر خانواده عروس) پیشنهاد را می‌پذیرد. این مراسم مشابه خواندن فاتحه است، اما همچنین زمانی است که اسناد قانونی تکمیل و سپس ثبت می‌شوند. دو شاهد، معمولاً مسن‌ترین مردان هر خانواده، قرارداد ازدواج را امضا می‌کنند و زوج اکنون به‌طور رسمی ازدواج کرده‌اند.
در شام، این رویداد معمولاً در خانه یکی از خانواده‌های عروس یا داماد برگزار می‌شود، یا گاهی در سالن عروسی خود، در یک مسجد یا در دادگاه اگر زوج تصمیم به انجام آن داشته باشند.

## رسوم مسیحی
اقلیت بزرگی از مسیحیان عرب، که عمدتاً در منطقه شام (سرزمین) و مصر زندگی می‌کنند، عمدتاً به کلیسای کاتولیک و ارتدکس تعلق دارند و در مراسم‌های عروسی خود از سنت‌های نمادین مسیحیت قدیمی استفاده می‌کنند.